# Gestore dei Servizi Energetici
Gestore dei Servizi Energetici GSE S.p.A. és una societat italiana controlada pel Ministeri d'Economia i Finances, que ofereix incentius econòmics per a la producció d'energia elèctrica a partir de fonts renovables i portar a terme la informació per promoure la cultura de l'ús de l'energia compatible i sostenible amb el medi ambient. GSE té un paper central al foment i desenvolupament dels recursos renovables a Itàlia.

## Història
La societat va ser fundada e 1999 pel decret que va donar lloc a la liberalització del sector elèctric a Itàlia, l'anomenat decret Bersani. El GRTN (Gestore della Rete di Trasmissione Nazionale) es va fer càrrec de la gestió inicial de la gestió de l'activitat i de la tramesa de l'energia elèctrica, incloent la gestió unificada de la xarxa nacional de transmissió.
Després de l'operació, que va tenir lloc l'1 de novembre de 2005, de la transferència d'aquesta activitat a Terna Spa, la societat va canviar la seva denominació de Gestore della Rete di Trasmissione Nazionale a Gestore dei Servizi Energetici, i en l'actualitat s'ocupa de la promoció i dels incentius per a la producció d'energia elèctrica a partir de recursos renovables, activitats que també han sostingut anteriorment, però en un grau limitat.